# 동아시아 발전 모델
동아시아 발전 모델(東Asia 發展 model)은 일본이 처음으로 개척한 경제 성장의 모델 중 하나로, 민간 부문의 경제를 활성화 시키기 위해서 정부가 특정 분야의 경제에 투자하는 경제 성장 발전 모델이다. 이 발전 모델은 주로 동아시아 국가들인 일본, 대한민국, 대만, 홍콩 등에서 실행되었다. 또한 중화인민공화국에서도 1970년대 이후 덩샤오핑의 개혁개방 이후 도입된 바 있으며, 베트남 역시 1986년부터 추진한 도이 머이 이후 이 모델을 도입하였다.

## 특징
동아시아 정부들은 경제적 자원의 효율적인 배분에 있어서 시장에는 한계가 있다고 인식하였기 때문에, 경제 성장 촉진을 위해 정부의 개입을 추구하였다. 이러한 개입 정책으로는 국가의 금융 통제, 국가 소유의 전략 산업에 대한 직접적 지원, 수출 주도 성장 등이 있으며, 이는 지도주의, 신중상주의, 알렉산더 해밀턴의 경제 철학(해밀턴주의) 등과 닮아있다.